# 小井庄包产到户纪念馆
小井庄包产到户纪念馆，位于安徽省合肥市肥西县山南镇小井庄社区，占地近一万平方米，为纪念1978年10月小井庄队实行包产到户而建，是中国农村第一个纪念包产到户的农民纪念馆。2013年列入第五批合肥市文物保护单位。